# Khaled ben Abdelaziz Al Saoud
Khaled ben Abdelaziz Al Saoud (13 février 1913 – 13 juin 1982), fils d'Abdelaziz Al Saoud, le fondateur de la dynastie saoudienne, et d'al-Jawhara bint Musaid Al Jiluwi (en) a été roi d'Arabie saoudite de 1975 à 1982.

## Biographie

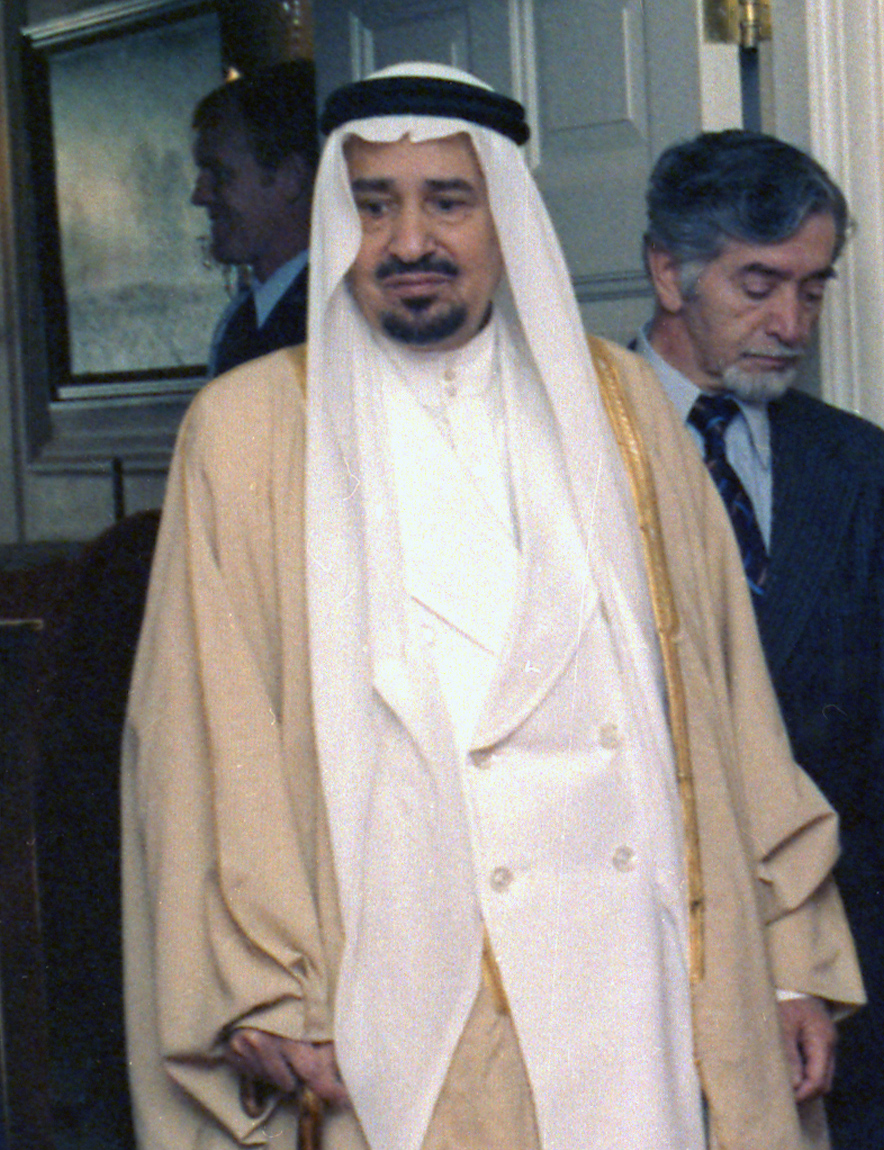
Le roi Khaled en 1978.
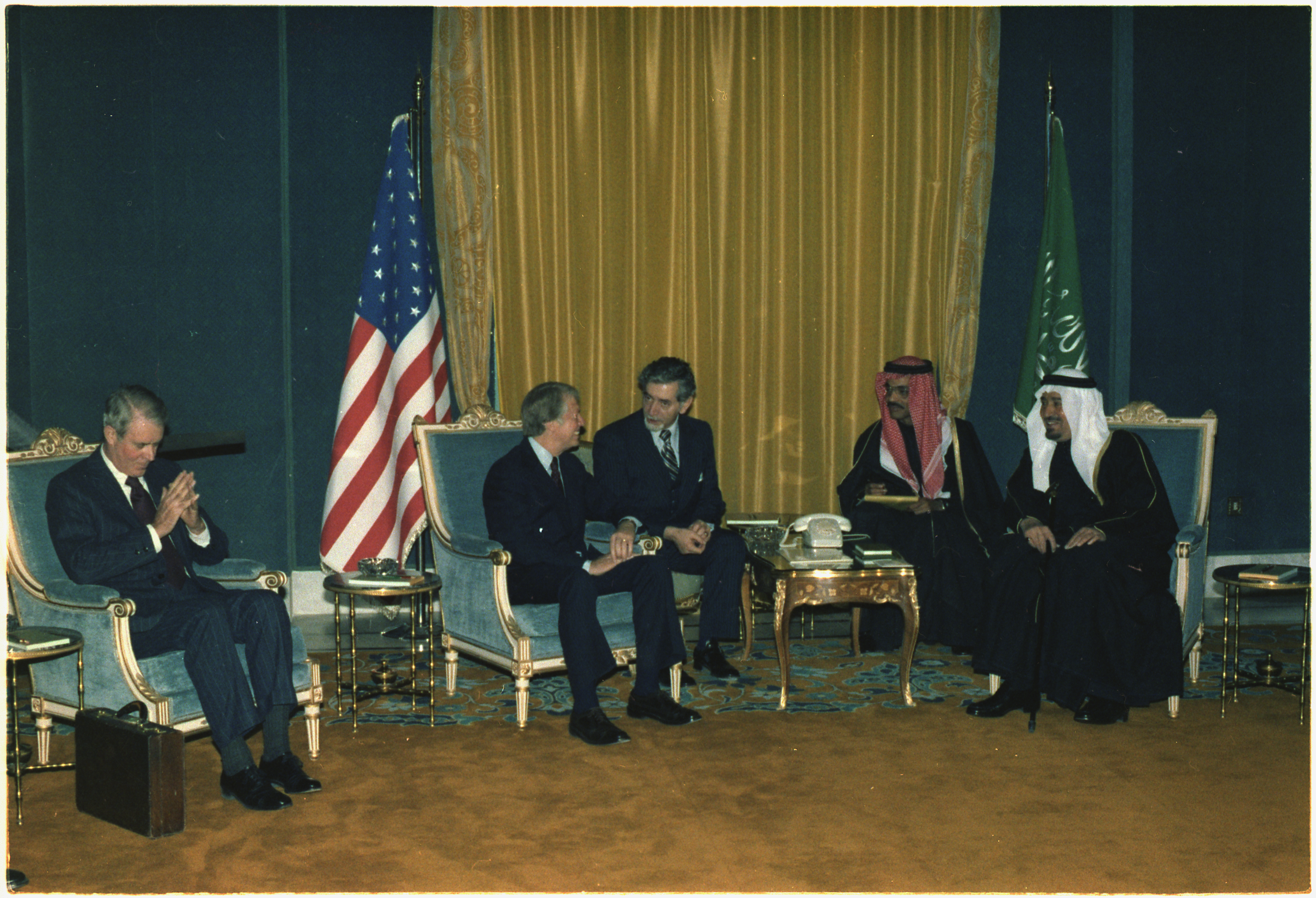
Le roi Khaled ben Abdelaziz Al Saoud, le prince Fahd et Jimmy Carter en janvier 1978.
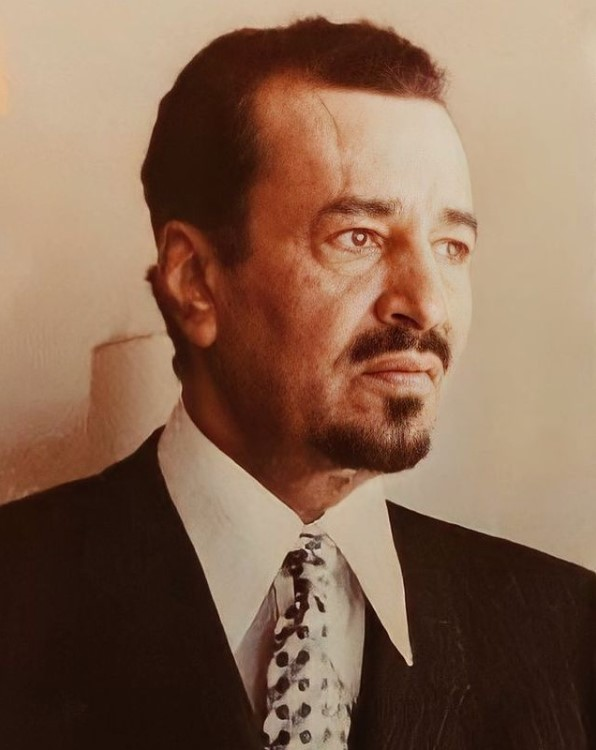
Le roi Khaled à la fin des années 1970.

### Famille
Khaled ben Abdelaziz a six fils et six filles :
Avec sa première épouse Sita bint Fahd ben Dhamir :
- Houssa bint Khaled (fille)
- Al-Jawhara bint Khaled (fille)
- Nouf bint Khaled (fille)
- Moudhi bint Khaled Al Saoud (en) (fille)
- Bandar ben Khaled
- Fayçal ben Khaled ben Abdelaziz Al Saoud (en)
- Fahd ben Khaled

Avec sa deuxième épouse Tarfa bint Abdallah Al Abderrahmane :
- Abdallah ben Khaled
- Mishail bint Khaled (fille)
- Al-Bandari bint Khaled (fille)